# Eugènia
Eugènia és un prenom femení català. Ve del prenom grec Eugenia que significa ben nascuda, de naixença noble.
Aquest prenom és tradicional en català i en altres llengües europees. En català també el pot trobar en el cognom Santaeugènia. Diminutiu: Xènia, Xena, Ènia. La seva versió masculina ès Eugeni.

## Variants en altres llengües
- Anglès: Eugenia
- Basc: Eukene[4]
- Espanyol: Eugenia
- Francès: Eugénie
- Hongarès: Eugénia
- Italià: Eugenia
- Occità: Eugènia[5]
- Polonès: Eugenia
- Rus: Ievguenia, Evgenia (Евгения)

## Festa onomàstica
Hi ha diverses santes amb el prenom Eugènia:
- Eugènia, verge i màrtir romana (-265 dC Roma), 25 de desembre per al ritu catòlic, però el 24 de desembre per al ritu ortodox. Part de la seva biografia apareix a la llegenda àuria.[8]
- Eugènia d'Alsàcia (de Hohembourg o d'Obernai) (-735), abadessa de Hohenbourg, filla del duc Adalbert I d'Alsàcia, 16 de setembre
- Eugènia, màrtir (-921 Marmolejo (Andalusia)), 26 de març
- Eugènia, màrtir, 7 de juny
- Eugènia, abadessa, 22 de novembre
- Eugènia de Córdova, màrtir, 13 d'abril
- Eugènia Smet (Lille,1825-París,1871), fundadora religiosa francesa, 7 de febrer
- Maria Eugènia de Jesús, també coneguda com a Anna-Eugènia Milleret de Brou (Metz, 1817-París, 1898), fundadora de les Religioses de l'Assumpció 10 de març

## Biografies
- Maria Eugènia Cuenca i Valero, política catalana
- Eugènia de Grècia, princesa Radziwill
- Eugènia de Montijo, emperadriu consort de França
- Eugènia de Suècia, princesa de Suècia i Noruega, escriptora i compositora
- Victòria Eugènia de Battenberg, reina consort d'Espanya
- Isabel Clara Eugènia d'Espanya, governadorda dels Països Baixos

### Versió Eugénie
- Eugénie Martinet, poetessa arpitana
- Eugenie Schumann, pianista austríaca

### Versió Eugenia
- Eugenia Martín Mendizábal, política basca
- María Eugenia Vaz Ferreira, poetessa uruguaia

### Versió Ievguenia
- Ievguénia Kanàieva, gimnasta russa

## Topònims
- Santa Eugènia, vila de Mallorca
- Santa Eugènia de Berga, vila d'Osona, Catalunya
- Santa Eugènia de Relat, entitat de població d'Avinyó, Bages (Catalunya)
- Santa Eugènia de Ter, barri de Girona
- Les Comes de Santa Eugènia, mas de Moià, Catalunya
- Santa Eugènia de Nerellà, entitat de població de Bellver de Cerdanya, Catalunya
- Sainte-Eugénie-de-Villeneuve, vilatge de l'Alt Loira (Alvèrnia, França)

## Monuments
- Llista de monuments de Santa Eugènia, jaciments arqueològics de Santa Eugènia (Mallorca)
- Monestir de Santa Eugènia monestir del Llenguadoc
- Església de Santa Eugènia de Berga, església de Santa Eugènia de Berga, Catalunya
- Santa Eugènia de Sallagosa, església de Sallagosa, Cerdanya (Catalunya)
- Santa Eugènia de Saga, església de la Baixa Cerdanya, Catalunya